# Krzanowice (gmina)
Krzanowice (niem. Gemeinde Kranowitz) – gmina miejsko-wiejska w Polsce położona w województwie śląskim, w powiecie raciborskim. W latach 1975–1998 gmina administracyjnie należała do województwa katowickiego. Od listopada 2008 w gminie obowiązuje dwujęzyczne nazewnictwo geograficzne.
Siedziba gminy to Krzanowice.
Według danych z 30 czerwca 2004 gminę zamieszkiwało 6086 osób. Natomiast według danych z 31 grudnia 2019 roku gminę zamieszkiwały 5742 osoby.
W wyborach parlamentarnych w 2007 w gminie Krzanowice padł rekord poparcia dla Platformy Obywatelskiej – za tą partią opowiedziało się 69,6% mieszkańców
gminy.

## Transport
Przez gminę przechodzą następujące drogi wojewódzkie:
- 916 Racibórz (DK45) - Wojnowice - Samborowice - Pietraszyn granica państwowa

- 917 Racibórz, Sudół (DK45) - Bojanów - Krzanowice - granica państwowa

Przez gminę Krzanowice biegnie 6 dróg powiatowych, o łącznej długości na terenie gminy wynoszącej 19,9 km.
| Numer drogi | Przebieg odcinka drogi | Długość drogi w (m) |
| ----------- | --- | ------------------- |
| 3506S       | Samborowice DW919 - Krzanowice (ul. Samborowicka, ul. Ogrodowa, ul. Długa) DW917                                                                           | 3 077               |
| 3527S       | DW917 - Wojnowice (ul. Rostka) DW916 | 3 716               |
| 3528S       | DW916 - Pietraszyn (ul. Trulleya) - Krzanowice (ul. Długa)                                                                                                 | 4 584               |
| 3529S       | Krzanowice DW917 (ul. Borucka) - Borucin (ul. Krzanowicka, ul. Doktora Rostka, ul. Kopernika) - Bolesław (ul. Tworkowska) - Tworków DK45 (ul. Bolesławska) | 5 157               |
| 3530S       | Bojanów DW917 (ul. Borucka, ul. M. Kopernika) - Borucin | 1 979               |
| 3531S       | Bojanów (ul. Bieńkowicka) - Bieńkowice DK45 (ul. Bojanowska, Raciborska)                                                                                   | 1 387               |
|             | | 19 900              |

## Miejscowości składowe
W skład gminy Krzanowice wchodzi miasto Krzanowice oraz wsie Bojanów, Borucin, Krzanowice (wieś), Pietraszyn i Wojnowice. 

## Struktura powierzchni
Według danych z roku 2002 gmina Krzanowice ma obszar 47,06 km², w tym:
- użytki rolne: 90%
- użytki leśne: 0%

Gmina stanowi 8,65% powierzchni powiatu.

## Demografia
Dane z 30 czerwca 2004:
| Opis                              | Ogółem | Ogółem | Kobiety | Kobiety | Mężczyźni | Mężczyźni |
| --------------------------------- | ------ | ------ | ------- | ------- | --------- | --------- |
| jednostka                         | osób   | %      | osób    | %       | osób      | %         |
| populacja                         | 6086   | 100    | 3107    | 51,1    | 2979      | 48,9      |
| gęstość zaludnienia (mieszk./km²) | 129,3  | 129,3  | 66      | 66      | 63,3      | 63,3      |

Według Narodowego Spisu Powszechnego Ludności i Mieszkań 2002, Gmina Krzanowice była jedyną gminą poza województwem opolskim, w której mniejszość niemiecka stanowi ponad 20% liczby mieszkańców (20,64%), natomiast w kolejnym spisie z 2011 liczba ta wzrosła do 27,8%, przy czym nie była już jedyną gminą w woj. śląskim z odsetkiem powyżej 20%.

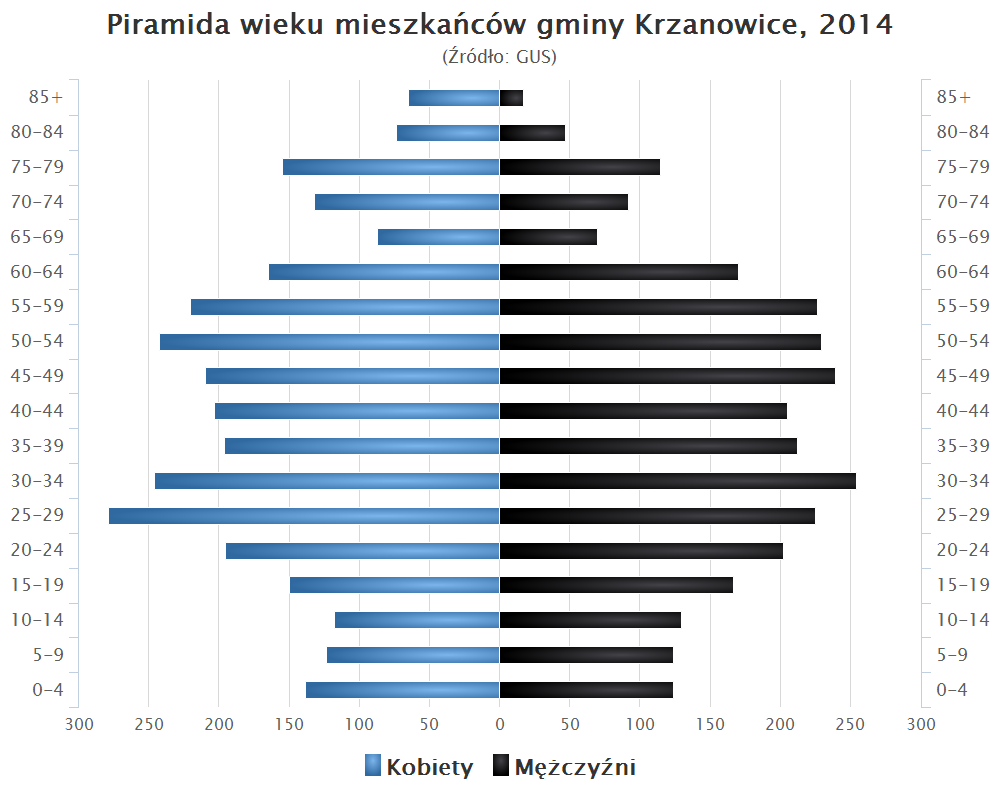
Piramida wieku mieszkańców gminy Krzanowice w 2014 roku

## Sąsiednie gminy
Krzyżanowice, Pietrowice Wielkie, Racibórz. Gmina sąsiaduje z Czechami.